# Procerberus
Procerberus is een geslacht van uitgestorven vroege eutheriërs behorend tot de Cimolestidae. Dit dier leefde tijdens het Vroeg-Paleoceen in Noord-Amerika.

## Fossiele vondsten
Fossielen van Procerberus zijn gevonden in de Amerikaanse staten Montana, Colorado en Wyoming. De vondsten dateren uit het Puercan, de oudste van de North American Land Mammal Ages.
P. formicarum was een van de dominante zoogdieren in de regio van de Rocky Mountains in het vroegste Paleoceen. Acht procent van de fossielen van de Z-line Quarry behoort tot deze soort. Deze vindplaats dateert uit de zogenoemde vroege rampfase, de  eerste 28.000 jaar na Krijt-Paleogeengrens (66,052 tot 66,024 miljoen jaar geleden).

## Kenmerken
P. formicarum had het formaat van een grote spitsmuis of zwarte rat. P. grandis was iets kleiner dan een Virginiaanse opossum en een omnivoor.